# Lasiosina pedestris
Lasiosina pedestris är en tvåvingeart som beskrevs av Nartshuk 1966. Lasiosina pedestris ingår i släktet Lasiosina och familjen fritflugor. Inga underarter finns listade i Catalogue of Life.